# Burley, Leeds

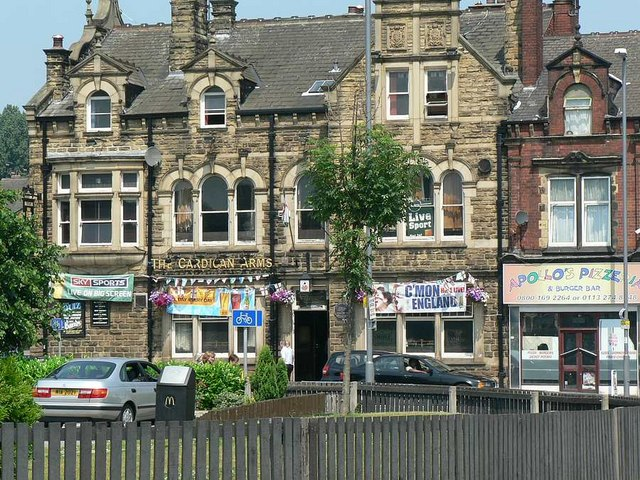
Cardigan Arms, Burley.

Burley är en stadsdel i Leeds, England, Storbritannien. Den ligger längs floden Aire, öster om Kirkstall. Den består i huvudsak av bostäder, även om en del mindre affärer även förekommer.